# Tomcat
Tomcat je slovenska hard rock zasedba, ki je nastala poleti leta 2009. Po številnih koncertih in menjavah članov so prvega marca 2013 izdali prvo avtorsko ploščo Bits N'Pieces pod okriljem založbe On Parole. Tedaj so Tomcat sestavljali vokalist Denis Jambrošić, kitarist Rok Barle, bobnar Žiga Ravšelj in baskitarist Gregor Šujica. V letu 2013 se jim je pridružil še drugi kitarist Grega Žagar.  Izdajo še en nov single Adrenalin, ki ga pospremijo tudi s prvim videospotom. Skupina je v tej postavi delovala do konca leta 2014, ko so bend zapustili vsi člani z izjemo basista in ustanovitelja Gregorja Šujice, ki so se mu v  začetku leta 2015 pridružili kitarist Izzy Armstrong, pevec Žiga Krasnič (oba ex Black Dynamite), bobnar Anže Bizjak Bizi (Rise, ex Atrum inferum) in kitarist in vokalist Domen Žbun. Skupina je v novi postavi prvič nastopila 7.3 v Kinu Šiška kot predskupina finski zasedbi Lordi, kasneje pa so odigrali tudi uspešen koncert na festivalu Metaldays. V letu 2016 so preko platforme za zbiranje sredstev Adrifund financirali izdajo nove plošče, ki so jo posneli z Alexom Volaskom in bivšim članom Žigo Ravšljem. Plošča Something's coming on wrong izide 20. januarja 2017, predstavijo pa jo pred nabito polno dvorano ljubljanskega Orto bara. Ob plošči skupina posname še dva videospota, za skladbi Carnium in Smell the funk, oba pa režira Jure Gorjanec (Železne stopinje, Šuplje priče, TV Impresionisti). Ob koncu leta 2017 skupino zapusti Žiga Krasnič, mesto vokalista pa prevzame Domen Žbun.
Tomcat igrajo avtorsko glasbo, ki bazira na hard rocku, zraven pa je čutiti vplive metala, punka in funk glasbe. Na svojih nastopih med avtorske skladbe pogosto vpletejo predelane rokovske klasike.

## Diskografija
- Bits N' Pieces (2013)
- Something's coming on wrong (2017)

## Zasedba

### Člani
- Gregor Šujica Šujo (bas kitara): 2009-
- Domen Žbun (glavni vokal, kitara): 2015-
- Izzy Armstrong (kitara, spremljevalni vokal): 2014-
- Anže Bizjak Bizi (bobni) :2015-

### Bivši člani
- Damjan Pugelj (bobni) 2010-2013
- Žiga Ravšelj (bobni) 2013-2015
- Miha Grabnar (kitara) 2010-2011
- Rok Barle (kitara) 2010-2015, lead vokal (2012)
- Cyndi Ovsec (vokal) 2010-2011
- Denis Jambrošić (vokal) 2012-2015
- Grega Žagar (kitara) 2013-2015